# Narhvalsund
Narhvalsund är ett sund i Grönland (Kungariket Danmark). Det ligger i den östra delen av Grönland, 1 400 km nordost om huvudstaden Nuuk.